# Classe Nembo
La classe Nembo è stata una classe di cacciatorpediniere della Regia Marina.

## Storia e progetto
Derivati dai cacciatorpediniere inglesi "27 knotters", i Nembo furono completati nei Cantieri Pattison di Napoli fra il 1902 ed il 1905. Costituirono la terza classe di cacciatorpediniere della Regia Marina.
Fra il 1908 ed il 1910 furono sottoposti ad un radicale rimodernamento; i bruciatori delle caldaie furono convertiti da carbone a nafta e l'armamento sostituito con 4 pezzi da 76/40 e due tubi lancia siluri da 450 mm. Anche il profilo subì un notevole cambiamento: i due bassi e tozzi fumaioli esistenti furono rimpiazzati da tre fumaioli più alti e affusolati.
Fra il 1914 ed il 1918 tutte le unità furono attrezzate per poter trasportare e posare mine. Parteciparono attivamente alla prima guerra mondiale in Adriatico, subendo la perdita di tre unità.
Nel primo dopoguerra le unità superstiti furono modificate con l'eliminazione di un fumaiolo e l'arretramento della plancia; nel 1921 furono declassate a torpediniere. Furono demolite tra il 1923 ed il 1924.

## Unità

### Nembo
Impostato nel 1899, fu varato nel 1901 e completato l'anno successivo.
Il 16 ottobre 1916, mentre navigava da Valona a Santi Quaranta scortando il piroscafo Bormida, fu silurato dal sommergibile austroungarico U. 16 e, spezzatosi in due, affondò rapidamente. Scomparvero in mare 32 dei 55 uomini dell'equipaggio, fra cui il comandante Russo, il comandante in seconda t.v. Ceccarelli ed il direttore di macchina ten. Meoli. Anche l'U. 16, però, riportò nell'attacco danni tali da dover essere abbandonato e affondare.

### Aquilone
Impostato nel 1899 e varato nel 1902, fu ultimato nel 1903.
Prese parte alle operazioni belliche in Adriatico nella prima guerra mondiale. Fu demolito nel 1923.

### Borea
Impostato nel 1899, fu varato nel 1902 ed entrò in servizio l'anno seguente.
Il 14 maggio 1917, mentre scortava da Gallipoli a Valona un convoglio formato dai piroscafi Bersagliere, Carroccio e Verità, fu attaccato dai cacciatorpediniere austroungarici Csepel e Balaton. Tentò di reagire ma il primo colpo colpì una condotta del vapore   immobilizzando la nave, mentre i due successivi aprirono falle all'altezza della linea di galleggiamento. Colpito ancora e sbandato, affondò alle 5.20 (il combattimento era iniziato verso le 3.30). Fra l'equipaggio si ebbero 11 morti e 12 feriti.

### Espero
Varato nel 1904 fu completato nel 1905.
L'8 dicembre 1920 raggiunse Fiume ponendosi agli ordini di D'Annunzio ed entrando a far parte della Marina della Reggenza del Carnaro. Ritornato poi nelle mani della Regia Marina, fu ribattezzato Turbine il 16 gennaio 1921 e demolito due anni più tardi.

### Turbine
Impostato nel 1899, fu varato nel 1901 e la costruzione terminò nel 1902.
Il 24 maggio 1915, verso le 4.30, attaccò l'esploratore austro-ungarico Helgoland impegnato a far fuoco contro Barletta e contro il gemello Aquilone. Il piano del comandante, c.c. Bianchi, era di attirare l'Helgoland lontano dalla costa, senza impegnarlo in uno scontro a fuoco (il Turbine superava infatti l'Helgoland in velocità, ma era inferiore nell'armamento). Alle 5.48, tuttavia, fu attaccato anche dai cacciatorpediniere Tatra e Csepel, superiori sia in armamento che in velocità. Fu danneggiato ma riuscì a sua volta a danneggiare lo Csepel; dovette però soccombere all'arrivo del Lika, un altro cacciatorpediniere. Colpito in sala macchine ed in timoniera, fu abbandonato dall'equipaggio e affondò alle 6.51. Su 53 uomini si ebbero 10 morti e 32 prigionieri (compreso il comandante Bianchi), mentre i rimanenti 9 uomini furono tratti in salvo dall'incrociatore ausiliario Città di Siracusa.
Il Turbine fu la prima unità militare italiana perduta nel primo conflitto mondiale.

### Zeffiro
Varato nel 1904, fu ultimato nel 1905.
Durante la prima guerra mondiale si distinse in varie operazioni di forzamento di porti nemici.
Il primo forzamento avvenne nelle prime ore del 24 maggio 1915. Lo Zeffiro, al comando del c.c. Arturo Ciano (fratello di Costanzo Ciano), penetrò le difese militari austriache di Porto Buso (laguna di Grado) e aprì il fuoco contro la stazione di vedetta e le caserme del presidio, danneggiando gli edifici, affondando vari motoscafi all'ormeggio e costringendo la guarnigione alla resa. Rientrò poi a Venezia con 48 prigionieri.
Il secondo forzamento avvenne il 12 giugno 1916. Lo Zeffiro era comandato da Costanzo Ciano e imbarcava come pilota Nazario Sauro. Il cacciatorpediniere penetrò nel porto di Parenzo e catturò un gendarme austriaco, ottenendo informazioni riguardo all'esistenza di un hangar (che era l'obiettivo della missione). Dopo aver bombardato e danneggiato l'hangar, lo Zeffiro si allontanò subendo anche l'attacco di alcuni idrovolanti (che provocarono 4 morti ed alcuni feriti).
Fu demolito nel 1924.